# Международная отметина имени отца русского футуризма Давида Бурлюка
Международная отметина имени отца русского футуризма Давида Бурлюка — премия, учрежденная поэтом и филологом Сергеем Бирюковым. Вручаемая (в виде диплома) от имени учреждённой им «Академии Зауми» русским поэтам, продолжающим традиции футуризма, и исследователям, изучающим русский авангард (вне зависимости от национальной принадлежности). Названа в честь главного организатора русских футуристов Давида Бурлюка. Присуждается с 1990 года.

## Среди лауреатов премии
Среди лауреатов Отметины — поэты Геннадий Айги, Андрей Вознесенский, Виктор Соснора, Анна Альчук, Александр Горнон, Елена Кацюба, Константин Кедров, Виктор Клыков, Елизавета Мнацаканова, Ры Никонова,  Вилен Барский, Сергей Сигей, Света Литвак, Виктор Iванів, Максим Бородин, Анатолий Кудрявицкий, Герман Виноградов, Наталия Азарова, Елена Семёнова, Борис Колымагин, Сергей Тенятников, Игорь Сатановский (США), поэт и издатель Александр Очеретянский (США), поэт и текстолог Владимир Эрль, поэт и культуролог Вадим Рабинович, поэт, эссеист и антрополог Игорь Сид, поэт, музыкант и издатель Евгений В. Харитоновъ, издатель Сергей Кудрявцев, литературовед, славист, поэт, переводчик Массимо Маурицио (Италия), филологи Леон Робель, Режис Гейро (Франция), Ежи Фарыно (Польша), Джеральд Янечек (США), Александр Парнис, Татьяна Никольская, поэт, эссеист и художник-график Вадим Перельмутер (Германия), писатель Алексей Шепелёв, писательница Наталья Слюсарева, поэтесса Ольга Адрова, поэтесса Маргарита Аль, Татьяна Грауз, исследователь творчества Давида Бурлюка Евгений Деменок и другие. 
В 2013 году по решению учредителей все обладатели Диплома Отметина Давида Бурлюка награждены Серебряной медалью с изображением профиля Давида Бурлюка, награды вручены в Музее Москвы: Маргарите Аль, Герману Виноградову, Константину Кедрову, Елене Кацюбе, Ольге Адровой.
Медаль с изображением профиля Давида Бурлюка выполнена художником Маргаритой Аль.